# Pyrocoelia bicolor
Pyrocoelia bicolor là một loài bọ cánh cứng trong họ Đom đóm (Lampyridae). Loài này được Fabricius miêu tả khoa học năm 1801.